# Монте Каво
Монте Каво, познат и као „Монте Албано”, друга је планина по висини у комплексу Монти Албани, у близини Рима, у Републици Италији. Због свог облика представља доминантно узвишење у овом комплексу. То је стари вулкан угашен пре око 10 000 година. Налази се на територији комуне Рока ди Папа, удаљен око 20 km од мора. Његов садашњи назив потиче од Кабума, италског насеља које постоји на њему.
Монте Каво је свети Монс Албанус  италског народа древне Италије, који је живео у Алба Лонги (Албани) и другим градовима, те стога и света планина за Римљане. Римљани су ту подигли храм Јупитера Латиариса, једно од најважнијих одредишта ходочашћа за све Латине у вековима римске доминације.